# 坎帕島

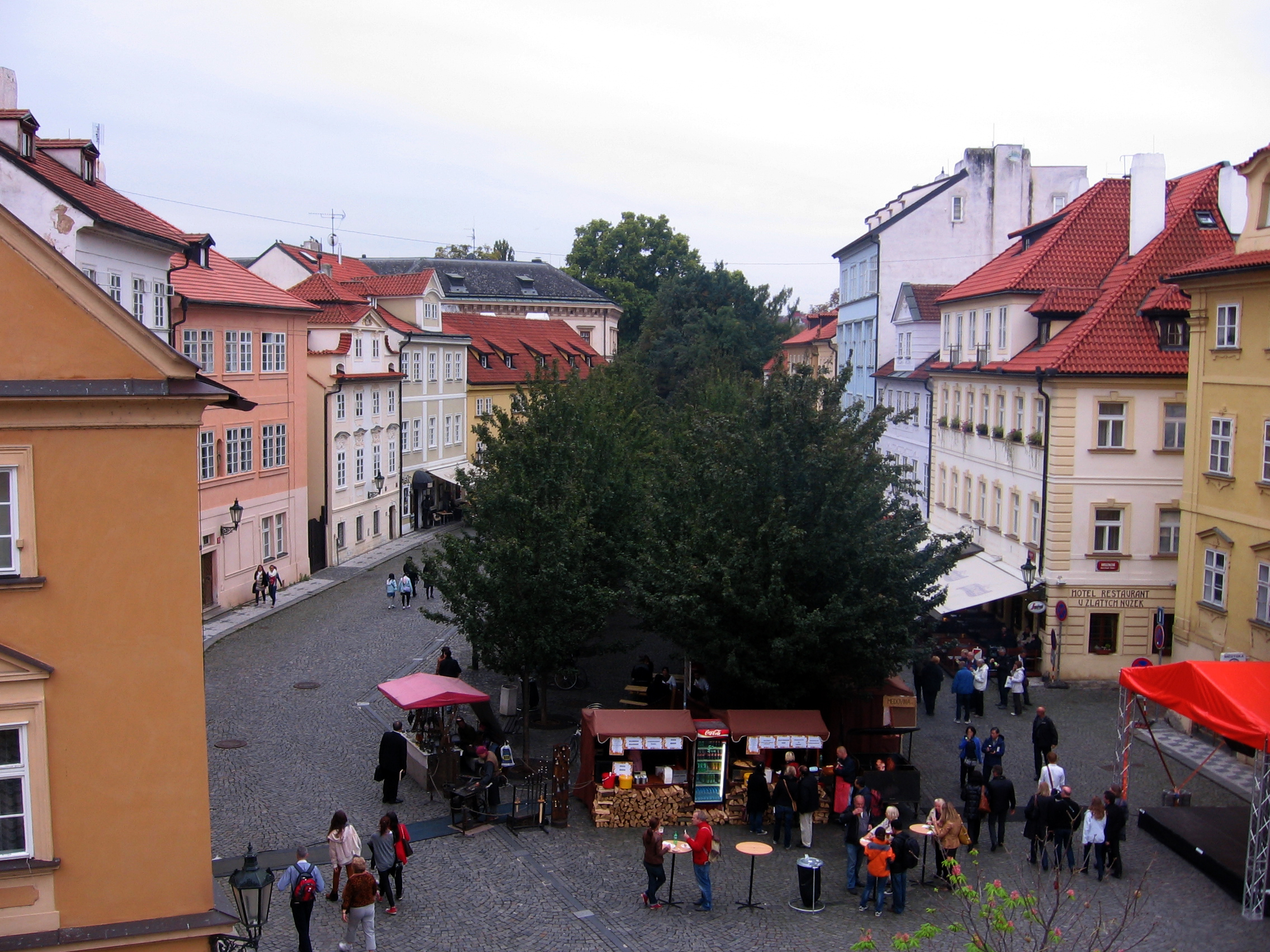
坎帕島

坎帕島是位於捷克首都布拉格伏爾塔瓦河內的一個島嶼。坎帕島一帶有布拉格的威尼斯之稱。坎帕博物館就位於坎帕島，主要收藏歐洲畫家（特別是捷克畫家）的作品。

## 外部連結
- Museum Kampa website （英文）
- Radio Praha article on the Jetlova Chair（页面存档备份，存于） （英文）

50°05′6″N 14°24′30″E / 50.08500°N 14.40833°E